# Strużka (województwo lubuskie)
Strużka (dawna niem. nazwa Seedorf) – wieś w Polsce położona w województwie lubuskim, w powiecie krośnieńskim, w gminie Bobrowice.
W latach 1975–1998 miejscowość administracyjnie należała do województwa zielonogórskiego.
Osada powstała na przełomie XIII i XIV wieku. Niegdyś był w niej pałac z założeniem przypałacowym, został rozebrany w latach 60. XX wieku. Wieś ma układ kalenicowy, jest to typowa ulicówka. Na południe od wsi znajduje się jezioro Jańsko. 